# Xewkija
Xewkija (malt. Ix-Xewkija) – jedna z miejscowości, jednostka administracyjna na Malcie, położona w południowej części wyspy Gozo. Populacja wioski w marcu 2014 wynosiła 3300 osób, co dawało jej 4. miejsce po Victorii (6901), Xagħra (4886) oraz Nadur (4509).
Herb Xewkii to tarcza ze złotym tłem i czerwonym poziomym pasem pomiędzy dwoma cierniami, jednym powyżej i jednym poniżej. Motto Xewkii to „Nemo me impune lacessit”, czyli „Nikt nie będzie mnie atakował bezkarnie”.

## Historia
Xewkija, położona między Għajnsielem a stolicą wyspy, Victorią, jest najstarszą wioską na Gozo. W 1667 jej populacja wynosiła 403 mieszkańców w 90 gospodarstwach domowych; była najszybciej rozwijającym się przysiółkiem Victorii. 27 listopada 1678 została pierwszą parafią poza Victorią, utworzoną przez biskupa Miguela de Molinę, zaś jej pierwszym proboszczem został Dun Grezza Farrugia z Valletty. Stała się pierwszym przysiółkiem stolicy podniesionym do rangi wioski (wł. casale, malt. raħal).
Brytyjczycy powoli przekształcili wyspy w kolonię forteczną. Opór Brytyjczyków i Maltańczyków wobec bombardowań Osi podczas II wojny światowej stał się legendą. W latach 1940–1942 w Xewkii wykopano 18 schronów, i obliczono, że mogą pomieścić całą populację wsi szacowaną w 1942 na 2890 osób. Wioska została bezpośrednio trafiona bombą lotniczą 23 stycznia 1942, ale nikt nie zginął. Dziewięciu mieszkańców Xewkii zginęło w wyniku działań wroga podczas II wojny światowej; siedmiu podczas współpracy z brytyjską marynarką wojenną i dwaj podczas podróży między Maltą a Gozo.

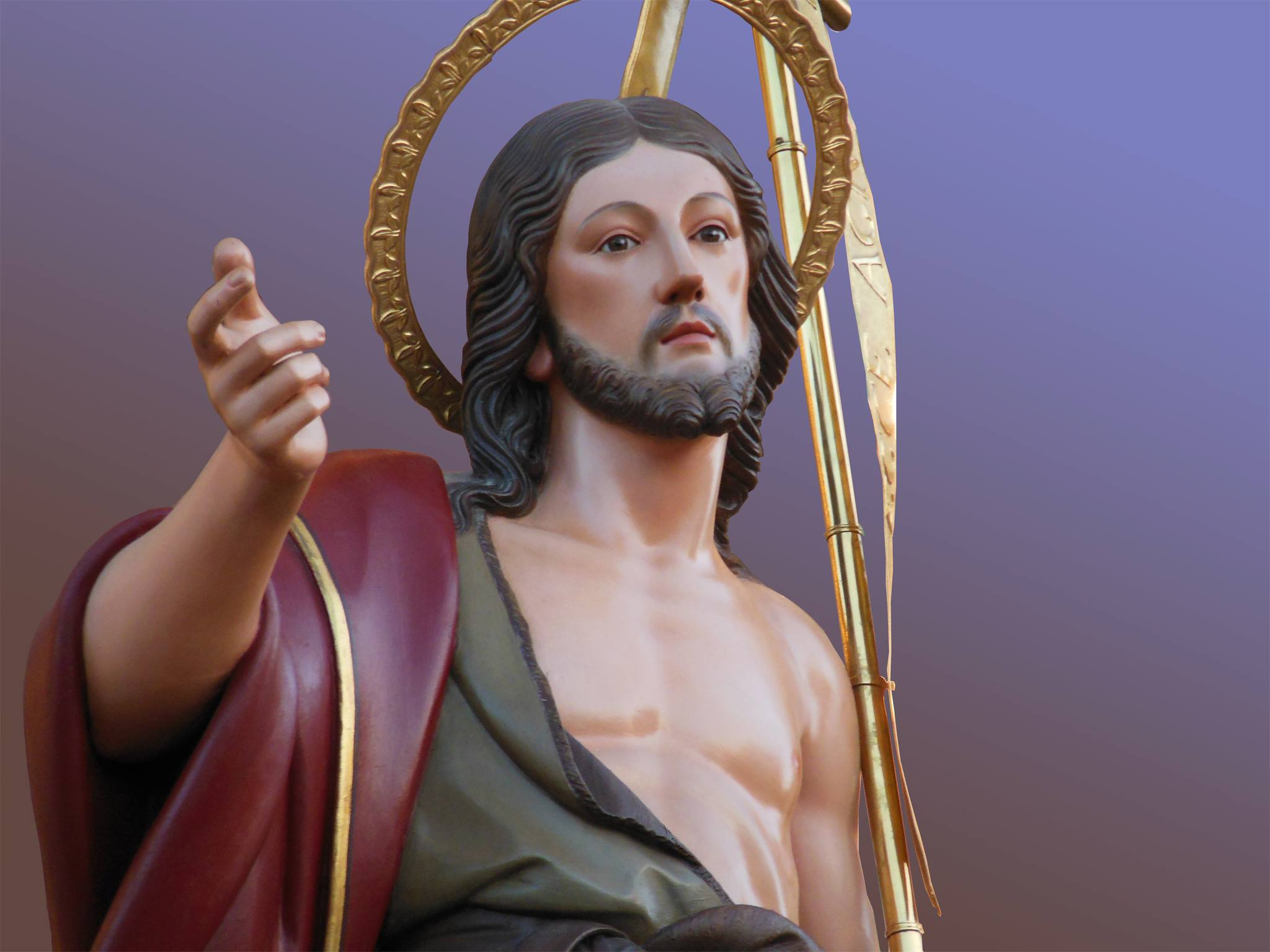
Tytułowa statua św. Jana Chrzciciela

Nazwa wioski pochodzi od maltańskiego słowa „xewk”, co oznacza „osty” lub „ciernie”. Xewkija słynie z kościoła w kształcie rotundy, który jest poświęcony św. Janowi Chrzcicielowi, został zbudowany z miejscowego wapienia globigerynowego przez miejscowych kamieniarzy i rzemieślników. Jest największym kościołem na Gozo, a jego kopuła dominuje nad wioską. Architektem świątyni był Ġużè Damato. Świątynia zastąpiła starszy kościół. Tytułowy posąg św. Jana Chrzciciela wyrzeźbił w drewnie w 1845 Pietro Paolo Azzopardi. Świątynia jest „duchową siedzibą” Rycerzy św. Jana.
W miejscu obecnego kościoła podobno znajdował się kamień znany jako „Maqgħad ix-Xiħ”. W pobliżu znajduje się niewielki kościół z połowy XVII wieku, znany jako „Madonna tal-Ħniena” (Matka Boża Miłosierdzia). Kaplica, która stała wcześniej na tym miejscu była poświęcona św. Bartłomiejowi. Kiedyś wieża św. Cecylii znajdowała się w granicach Xewkii. Jest jeszcze jedna wieża z najstarszym zegarem słonecznym w Xewkii. Pozostałości wieży Tingħi zniknęły w XX wieku. Wieże te pochodzą z 1613. Wieża Gourgion, która została zbudowana w 1690, została zburzona podczas II wojny światowej, aby zrobić miejsce dla tymczasowego pasa startowego.

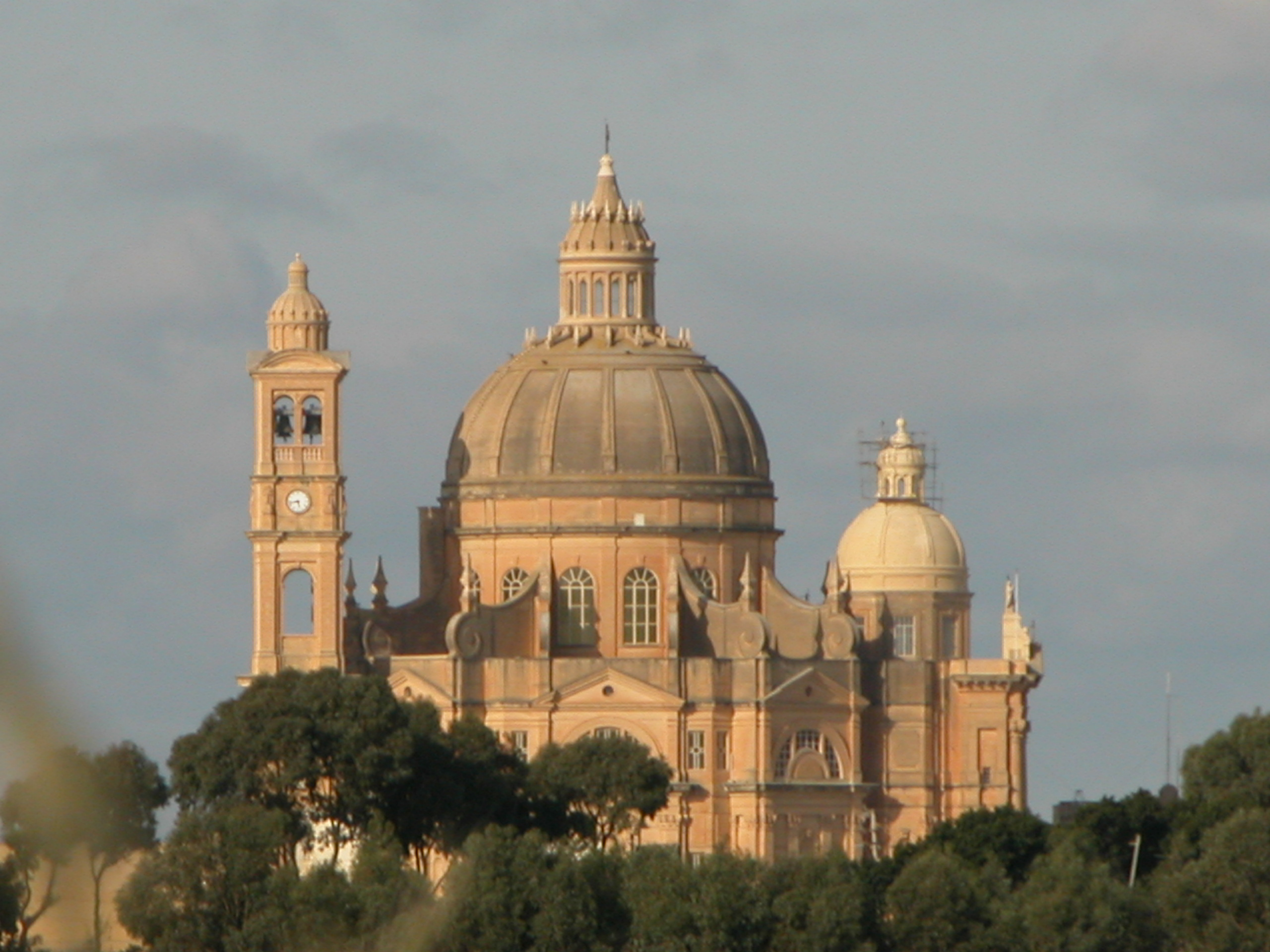
Kopuła kościoła w trakcie budowy

Prawdopodobnie w Xewkii znaleziono tzw. Kamień Majmuny z arabskim napisem datowanym na 1174. Upamiętnia on śmierć arabskiej dziewczyny o imieniu Maymūnah. Inskrypcja wyrzeźbiona jest w grubej marmurowej płycie, od spodu której znajduje się rzymski symbol. W 1845 kamień został wysłany do Biblioteki Publicznej na Malcie, zaś w 1960 przeniesiony do Muzeum Archeologii Gozo.